# Georg Engström (1745–1822)
Georg Engström, född 24 april 1745 i Simonstorps församling, Östergötlands län, död 30 november 1822 i Kristbergs församling, Östergötlands län, han var en svensk präst.

## Biografi
Georg Engström föddes 1745 i Simonstorps församling. Han var son till kyrkoherden Nils Engström och Hedvig Maria Rivelius i Skedevi socken. Engström studerade i Linköping. Han blev höstterminen 1765 student vid Uppsala universitet och vårterminen 1771 student vid Lunds universitet. Engström blev 1772 filosofie magister och prästvigdes 20 maj 1773. Han blev 1778 brunnspredikant vid Medevi och 7 maj 1779 komminister i Kvillinge församling. Den 16 november 1785 avlade han pastoralexamen. Engström blev 23 september 1801 kyrkoherde i Kristbergs församling och tillträdde 1803. Han avled 1822 i Kristbergs församling och begravdes i Kristbergs kyrka av kontraktsprosten Jonas Enwall.

### Familj
Engström gifte sig 26 juni 1783 med Hedvig Sophia Murschwig (1764–1843), som var dotter till rådmannen Niclas Henric Murschwig i Norrköping. De fick tillsammans barnen Hedvig (1784–1808), Nils (född 1786), Georg Engström (1795–1855) och Sven (född 1802).